# Cap 3000
Cap 3000 est un centre commercial français situé en proche banlieue de Nice, dans la ville de Saint-Laurent-du-Var. Ouvert en 1969, il est l'un des plus importants centres commerciaux des Alpes-Maritimes, celui possédant le plus grand nombre de boutiques (300 en 2021), et l'un des plus fréquentés. En février 2021, il est le cinquième plus grand centre commercial de France par la surface commerciale utile avec 135 000 m2. 
Même si ce centre commercial régional est situé dans une gamme moyenne-haute, il est un grand lieu de rencontre, des habitants locaux aux touristes étrangers fortunés. Le centre commercial possède des magasins de grande distribution et de services, des boutiques, des restaurants, des cabinets médicaux et des laboratoires d'analyse médicale.

## Histoire

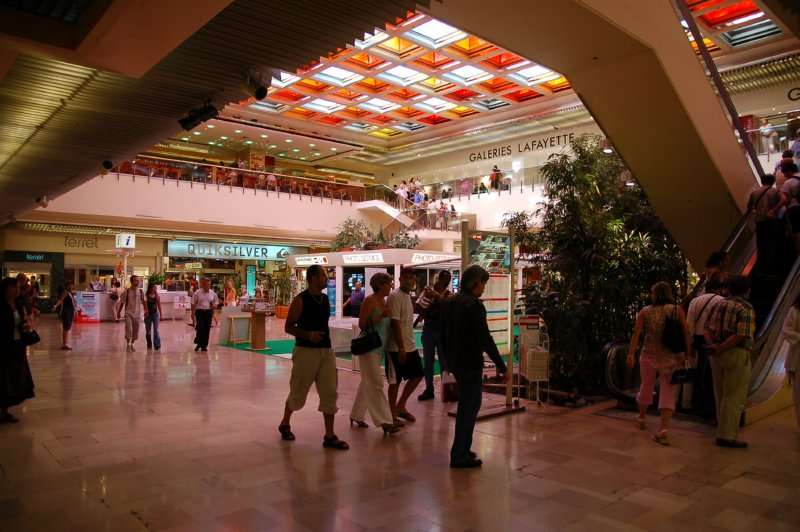
Le hall central en 2006.

C'est vers la fin des années 1960 que Jean Demogé, président-directeur général des Nouvelles Galeries, a l'idée de construire un grand centre commercial près de l'aéroport de Nice-Côte d'Azur. L'emplacement correspond à une vaste zone marécageuse sur les bords du Var, bien desservie par les voies de communication. À son inauguration, le 21 octobre 1969, le centre se veut moderne, en avance sur son temps, et inspiré des centres commerciaux américains de l'époque. Ainsi, la première plaquette de promotion du centre indique : « Cap 3000 est un centre de vie où, dans une agréable ambiance, le rêve et la détente se mêlent aux nécessités de la vie de tous les jours ». 
Le nom du centre est l'abréviation de capacité 3 000 places, en référence au nombre de places de parking,. Le centre commercial est le premier de cette importance en France, et est suivi de l'ouverture deux semaines plus tard de Parly 2. Il se compose au départ de cinquante-deux magasins entourant les Nouvelles Galeries sur deux niveaux, et est climatisé,. Sur le toit, est construite une piscine dont le fond transparent permet aux clients du centre commercial de voir les baigneurs. Son bassin principal mesure 22 mètres sur 11, s'accompagne d'un bassin pour enfants, et est entouré de loggias. Le centre comporte également un cinéma de 400 places, un drugstore ouvert le soir, et un restaurant pouvant accueillir 350 personnes servies au moyen d'un tapis roulant. Cap 3000 compte alors environ 2 000 employés.

### Aménagements

#### Extensions

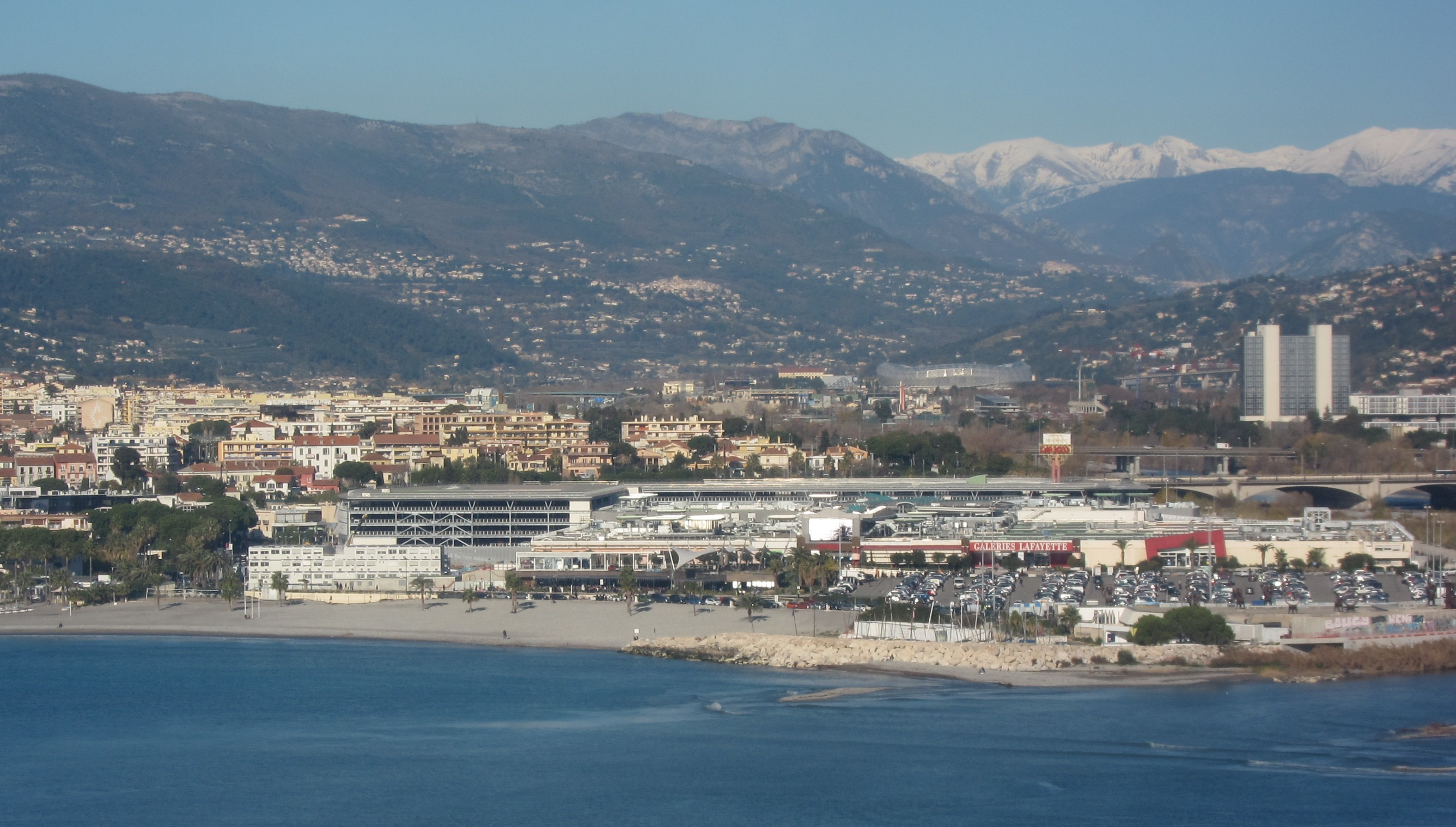
Vue générale du centre commercial en décembre 2016.

Cap 3000 bénéficie par la suite trois de extensions : en 1979 sur les terrasses de l'étage, en 1989 au rez-de-chaussée et en 1996. Durant une quinzaine d'années, toute extension du centre commercial est bloquée en raison du classement du terrain où il est implanté en zone inondable après la crue centennale du Var de 1994,. 
Un doublement du parking était notamment envisagé. Le centre finance en 2007 le renforcement de la digue la plus proche. D'autres travaux sont menés afin que Cap 3000 soit suffisamment protégé pour que des extensions soient légalement réalisables. La mairie de Saint-Laurent-du-Var a terminé ces chantiers en 2012.

#### 2015-2021: extension et rénovation
En novembre 2014, la société Altarea présente le projet de rénovation et d'agrandissement du centre commercial. La surface doit passer à 135 000 m2, le nombre de boutiques à 300 et les places de parking à 4 800. Le coût de l’extension-rénovation est estimé entre 400 et 450 millions d’euros. 
En août 2015, le centre inaugure la première partie du nouveau parking silo comprenant 1400 places. Il s'agit des travaux de rénovation de sa zone initiale qui s'achève en 2016. Le parking devient payant au-delà de trois heures de stationnement sauf si achats supérieurs à 50 euros ou de cinq heures pour les « adhérents fidélité ».
En avril 2017, l'extension créée côté nord est terminée et accueille de nouvelles boutiques. L'extension côté sud est ouverte au public à partir de novembre 2019,. En juillet 2021 est inaugurée la dernière extension située côté ouest, au premier niveau : une aile de 8 000 m2, baptisée « Corso » et dédiée aux marques de luxe et aux créateurs tel que,. Cette extension met un terme au projet de rénovation et d'extension entrepris en 2014 par Altarea dont le coût total s'élève à 650 millions d'euros.
La mairie de Saint-Laurent-du-Var aménage dans le même temps de nouveaux accès au centre, de renouvellement urbain et d'agrément dans les avenues et rues à proximité[réf. nécessaire].

## Caractéristiques
Le centre commercial Cap 3000 est construit en front de mer sur un terrain de 134 196 m2. Cette surface comprend les parkings et le bâtiment. En août 2021, ce dernier comporte 282 commerces sur quatre niveaux. La surface commerciale utile de Cap 3000 est en février 2021 de 135 000 m2 ce qui en fait le cinquième centre commercial de France de ce point de vue et le deuxième hors région parisienne.
Avant sa rénovation de 2016, le bâtiment comprend six entrées au rez-de-chaussée (deux au Nord, trois à l'Ouest, une à l'Est) et une entrée au premier étage (au Sud), donnant sur le bord de mer. Depuis sa rénovation, le nombre d'entrées est de quatre au rez-de-chaussée (deux au Nord, deux à l'Ouest) et de trois au premier étage (au Sud). La communication entre les deux niveaux se fait par l'intermédiaire d'un grand hall central et par un escalator situé dans un espace appelé au rez-de-chaussée.
Le centre possède un espace nursery, une halte-jeux, un espace gratuit proposant des animations pour les enfants durant 1 h 30, un espace vestiaire, une permanence Lignes d'Azur à propos des transports, une consigne casque gratuite, une conciergerie. 
Les parkings disposent, à l'automne 2018, de 3 500 places de stationnement, dont 50 places véhicules électriques, 72 places PMR et 214 places de co-voiturage. Ils sont situés sur les côtés nord et ouest du centre, sur trois niveaux en superstructure. Depuis le 5 septembre 2018, la société Cityscoot propose des emplacements dédiés à la location de scooter électrique en libre-service[réf. nécessaire]. La construction de pontons permettra également à des bateaux de plaisance d'accoster au plus près du centre. Au terme de la rénovation du centre entre 2015 et 2021, le nombre de places de parking s'élève à 4 200.
En 2009, environ 2 400 personnes y travaillent. Après la fin de l'extension démarrée en 2015, le centre compte environ 4 000 collaborateurs, ce qui en fait l'un des plus gros employeurs du département,.
Les Galeries Lafayette constituent depuis l'origine la locomotive de Cap 3000. En 2010, Apple ouvre dans le centre sa première boutique dans le département, de même que pour Starbucks en 2012. En décembre 2020, la plus grande pharmacie d'Europe à cette date ouvre ses portes avec une surface de 3 500 m2 dont 2 500 m2 de surface de vente.
Une quarantaine d'enseignes de luxe, premium et créateurs (comme Tommy Hilfiger, Zadig & Voltaire Maison Christian Dior, ou bien Philippe Tayac) sont regroupées dans l'aile « Corso » sur 8 000 m2 située à l'ouest du bâtiment, au premier niveau des marques,. Cette aile, qui offre une vue sur la mer, est en forme de courbes censées rappeler « les mouvements et les reflets de l'eau ». Elle dispose d'une grande hauteur sous plafond, lequel laisse entrer la lumière naturelle, son sol est en granito noir, et elle contient des éléments de décoration en verre de Murano et en laiton,.

## Gestion
À l'origine, Cap 3000 est la propriété des Nouvelles Galeries, puis des Galeries Lafayette. Peu avant son rachat en 2010, Cap 3000 est géré par la société Citynove Asset Management, une filiale détenue à 100 % par le Groupe Galeries Lafayette. Depuis le 30 mai 2008, il est la propriété de la société Aldeta une société foncière cotée, filiale du Groupe Galeries Lafayette, qui détient et exploite les actifs de Cap 3000.
En février 2010, le quotidien La Tribune annonce que le Groupe Galeries Lafayette chercherait à vendre Cap 3000. L'opération ne remettrait pas en cause la présence des enseignes du groupe au sein du centre. Elle se ferait par appel d'offres et une quinzaine de sociétés seraient intéressées par ce rachat. Le 7 mai 2010, Cap 3000 est finalement vendu pour un montant de 450 millions d'euros, à un consortium appelé Altablue, conduit par Altarea, foncière spécialisée, associé à ABP, un fonds de pension néerlandais, et à Predica, la filiale assurance de personnes de Crédit agricole Assurances.

## Performances économiques
En 2009, le chiffre d'affaires de Cap 3000 atteignait 340 millions d'euros ce qui le plaçait au huitième rang en France. Le taux d'effort est d'environ 9 %. En 2010, il est de 366 millions d'euros. En 2013, le chiffre d'affaires était de 412 millions d'euros. En ce qui concerne le rendement au mètre carré, Cap 3000 fait partie des cinq premiers centres commerciaux français indique Nice-Matin en octobre 2009. Le rendement, en 2010, est de 11 000 euros par mètre carré et par an.
Début 2022, le panier moyen des clients (hors aile « Corso » dédiée au luxe) est estimé à 100 euros par le centre commercial. Celui des clients de « Corso », espace avant tout destiné à une clientèle étrangère, est évalué à un montant de 400 à 500 euros.

## Fréquentation
En 2009 et 2010, Cap 3000 compte huit millions de visiteurs,.
En 2013, 2015 et 2019, elle est estimée à 10 millions,,. Durant la pandémie de Covid-19 en 2020 et 2021, période au cours de laquelle le centre ferme ses portes un peu plus de 3 mois par an, la fréquentation chute à 7,5 millions de visiteurs annuels.

## Localisation et accès
Cap 3000 est situé sur la rive droite du Var, près de son embouchure, à proximité du centre-ville de Saint-Laurent-du-Var. Il est bordé par le Var, le rivage de la mer Méditerranée et la route du bord de mer. Les principales voies d'accès sont l'autoroute A8, la route départementale D 6007 (anciennement RN 7), la route du bord de mer, et la promenade des Flots-Bleus depuis le port de Saint-Laurent-du-Var. L'aéroport de Nice-Côte d'Azur se situe à proximité, sur la rive opposée du Var.
Un arrêt de bus dessert le centre commercial. Plusieurs lignes de bus du réseau de transport en commun Lignes d'Azur y passent. Il s'agit, en décembre 2019, des bus 12, 20, 22, 54, 55, 73, 217, 232 et 706. Enfin, à environ dix minutes à pied de Cap 3000 se trouve la gare de Saint-Laurent-du-Var. Celle-ci accueille le TER Provence-Alpes-Côte d'Azur qui dessert les principales villes du littoral azuréen.

## Récompense
Cap 3000 a été élu meilleur centre commercial du monde lors du concours des MIPIM Awards 2022. 